# Solanum viirsooi
Solanum viirsooi är en potatisväxtart som beskrevs av K.A.Okada och A.M.Clausen. Solanum viirsooi ingår i släktet skattor som ingår i familjen potatisväxter. Inga underarter finns listade i Catalogue of Life.